# Legendary Pictures
Legendary Pictures è una casa di produzione cinematografica statunitense con sede a Burbank.

## Storia
La società è stata fondata nel 2000; da allora al 2014 ha co-prodotto molti film con la major hollywoodiana Warner Bros. Il primo film prodotto dal duo Legendary-Warner è stato Batman Begins, seguito l'anno successivo da Superman Returns.
Nel luglio 2013, ha firmato un contratto con la Universal Pictures, iniziato nel 2014.
I principali creditori della Legendary Pictures sono ABRY Partners, AIG Direct Investments, Bank of America, Capital Investors, Columbia Capital, Falcon Investment Advisors e M/C Venture Partners.
L'11 gennaio 2016, il gruppo cinese, Wanda Group, ha acquistato la Legendary Pictures per $3,5 Miliardi.

## Filmografia
- Batman Begins (2005)
- Superman Returns (2006)
- Lady in the Water (2006)
- Ant Bully - Una vita da formica (The Ant Bully) (2006)
- Beerfest (2006)
- We Are Marshall (2006)
- 300 (2007)
- 10.000 AC (10.000 B.C.) (2008)
- Il cavaliere oscuro (The Dark Knight) (2008)
- La vendetta di Halloween (2009)
- Nel paese delle creature selvagge (Where the Wild Things Are) (2009)
- Watchmen (2009)
- Observe and Report (2009)
- Ninja Assassin (2009)
- Una notte da leoni (The Hangover) (2009)
- Scontro tra titani (Clash of the Titans) (2010)
- Jonah Hex (2010)
- Inception (2010)
- The Town (2010)
- Parto col folle (Due Date) (2010)
- Una notte da leoni 2 (The Hangover 2) (2011)
- La furia dei titani (Wrath of the Titans) (2012)
- Il cavaliere oscuro - Il ritorno (The Dark Knight Rises) (2012)
- L'uomo d'acciaio (Man of Steel) (2013)
- 42 - La vera storia di una leggenda americana (42) (2013)
- Pacific Rim (2013)
- 300 - L'alba di un impero (2014)
- Godzilla (2014)
- Interstellar (2014)
- Unbroken, regia di Angelina Jolie (2014)
- Dracula Untold, regia di Gary Shore (2014)
- Blackhat, regia di Michael Mann (2015)
- Il settimo figlio (Seventh Son) (2014)
- Jurassic World (2015)
- Fast & Furious 7 (2015)
- Crimson Peak, regia di Guillermo del Toro (2015)
- Steve Jobs, regia di Danny Boyle (2015)
- The Great Wall, regia di Zhāng Yìmóu (2016)
- Warcraft - L'inizio, regia di Duncan Jones (2016)
- Kong: Skull Island, regia di Jordan Vogt-Roberts (2017)
- Pacific Rim - La rivolta (Pacific Rim: Uprising), regia di Steven S. DeKnight (2018)
- Jurassic World - Il regno distrutto (Jurassic World: Fallen Kingdom), regia di Juan Antonio Bayona (2018)
- Mamma Mia! Ci risiamo (Mamma Mia! Here We Go Again), regia di Ol Parker (2018)
- Lost in Space - serie TV, 10 episodi (2018)
- Skyscraper, regia di Rawson Marshall Thurber (2018)
- BlacKkKlansman, regia di Spike Lee (2018)
- Godzilla II - King of the Monsters (Godzilla: King of the Monsters), regia di Michael Dougherty (2019)
- Pokémon: Detective Pikachu (Detective Pikachu), regia Rob Letterman (2019)
- Enola Holmes, regia di Harry Bradbeer (2020)
- Godzilla vs. Kong, regia di Adam Wingard (2021)
- Dune, regia di Denis Villeneuve (2021)
- Red Notice, regia di Rawson Marshall Thurber (2021)
- Non aprite quella porta, regia di David Blue Garcia (2022)
- Fresh, regia di Mimi Cave (2022)
- The Book of Clarence, regia di Jeymes Samuel (2023)
- Dune - Parte due (Dune: Part Two), regia di Denis Villeneuve (2024)
- Godzilla e Kong - Il nuovo impero (Godzilla X Kong: The New Empire), regia di Adam Wingard (2024)
- Tomb Raider - La leggenda di Lara Croft (Tomb Raider: The Legend of Lara Croft) - serie animata (2024)
- Brothers, regia di Max Barbakow (2024)